# Ighram
Ighram – miasto w północnej Algierii, w prowincji Bidżaja.